# Rhododendron

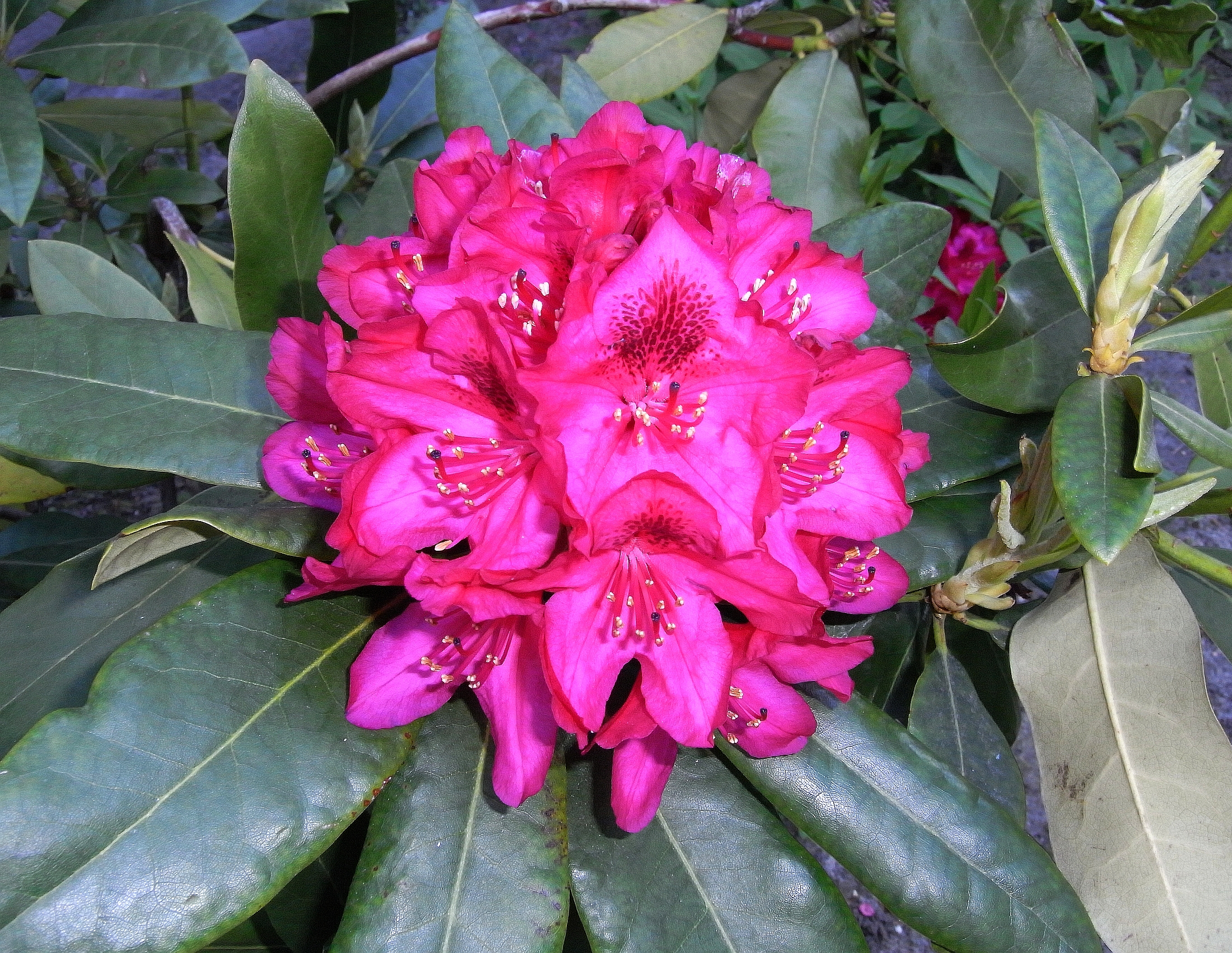

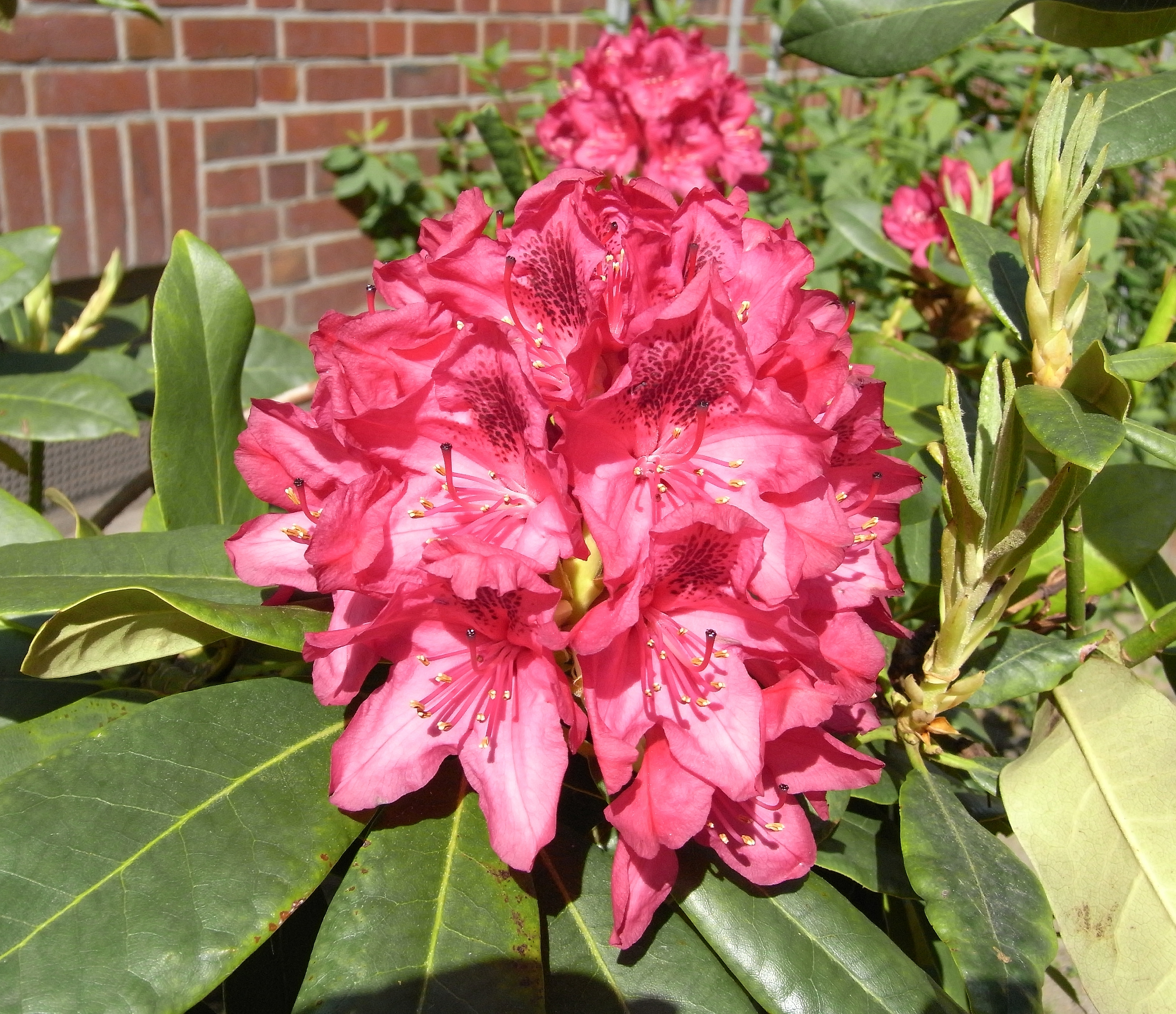

Rhododendron L., (Trandafir de munte, Bujor de munte, Azalee) este un gen de plante orginar din estul Asiei. Face parte din familia Ericaceae și cuprinde aproximativ 1000 specii de arbori și arbuști.

## Descriere
- Frunzele pot fi: alungit-lanceolat-eliptice, eliptic-lanceolate sau oval-eliptice, persistente sau caduce, frecvent cu marginea întreagă, alterne, coriacee.
- Florile sunt mari, divers colorate, hermafrodite (5 sepale, corolă campanulată cu 5 lobi, stamine numeroase și lungi, stil cu stigmat îngust).
- Fructele sunt capsule cu numeroase semințe mici.

Aceasta plantă este una nemaipomenita ce înflorește de 1-2-3 ori pe an .
Are o tulpina robusta și lemnoasa din care se ramifica niste crenguțe  pline cu frunze . Aceasta plantă este ca un copăcel in miniatura .

## Înmulțire
Se înmulțește prin semințe, butași, marcote și prin altoi. Se cultivă în câmp și în seră. Este intolerant la calcar.

## Utilizare
Ca plantă ornamentală (prin frunze și prin flori), se folosește în parcuri, grădini și pentru decorarea interioarelor.

## Specii
Specii ornamentale:
- Rhododendron arboreum Smith.
- Rhododendron augustinii Hemsl.
- Rhododendron barbatum Wall.
- Rhododendron calphytum Franch.
- Rhododendron caucasicum Pall.
- Rhododendron ciliatum Hook. f.
- Rhododendron dalhousiae Hook. f.
- Rhododendron edgeworthii Hook. f.
- Rhododendron ferrugineum L.
- Rhododendron flavum Hoffmannsegg.
- Rhododendron luteum Sweet.
- Rhododendron griersonianum Balf. f. et Forest.
- Rhododendron kotschyi Simonkai.
- Rhododendron lutescens Franch.
- Rhododendron mucronulatum Turcz.
- Rhododendron obtusum Lindl.
- Rhododendron pemakoense Ward
- Rhododendron ponticum L.
- Rhododendron quinquefolium Bisset. et Moore.
- Rhododendron racemosum Franch.
- Rhododendron sargentianum Rechd. et Wils.
- Rhododendron schlippenbachii Maxim.
- Rhododendron simsii Planh.
- Rhododendron sinogrande Balf. et Smith.
- Rhododendron strigillosum Franch.
- Rhododendron sutchuenense Franch.
- Rhododendron trichostomum Franch.
- Rhododendron wallichii Hook. f.
- Rhododendron williamsianum Rechd. et Wils.
- Rhododendron xanthocodon Hutch.